# Кобежиці (гміна)
Гміна Кобежице (пол. Gmina Kobierzyce) — сільська гміна у південно-західній Польщі. Належить до Вроцлавського повіту Нижньосілезького воєводства.
Станом на 31 грудня 2011 у гміні проживало 17268 осіб.

## Площа
Згідно з даними за 2007 рік площа гміни становила 149.11 км², у тому числі:
- орні землі: 86.00%
- ліси: 3.00%

Таким чином, площа гміни становить 13.36% площі повіту.

## Населення
Станом на 31 грудня 2011:
| Опис     | Загалом | Загалом | Чоловіки | Чоловіки | Жінки | Жінки |
| -------- | ------- | ------- | -------- | -------- | ----- | ----- |
| одиниця  | осіб    | %       | осіб     | %        | осіб  | %     |
| все      | 17268   | 100     | 8367     | 48.45    | 8901  | 51.55 |
| міське   | 0       | 100     | 0        |          | 0     |       |
| сільське | 17268   | 100     | 8367     | 48.45    | 8901  | 51.55 |

## Сусідні гміни
Гміна Кобежице межує з такими гмінами: Борув, Йорданув-Шльонський, Конти-Вроцлавські, Собутка, Журавіна.